# La Malena
Magdalena Seda Loreto, plus connue comme La Malena (Jerez de la Frontera,1877 - Séville, 1956), est une danseuse (bailaora) espagnole de flamenco.

## Biographie
Considérée en son temps comme la seule rivale possible de sa compatriote La Macarrona, elle a travaillé aussi avec La Argentinita,.